# USS S-4 (SS-109)
USS S-4 (SS-109) – okręt podwodny amerykańskiego podtypu S-3 typu S, będącej trzonem amerykańskiej floty podwodnej w okresie okresie międzywojennym. 17 grudnia 1927 został staranowany przez należący do amerykańskiej Straży Wybrzeża niszczyciel USS "Paulding" (CG-17) w pobliżu Provincetown w stanie Massachusetts, skutkiem czego zatonął wraz z całą załogą. Okręt osiadł na dnie na głębokości 33 metrów. Sześciu członków załogi zdołało zatrzasnąć grodzie wodoszczelne w przedziale torpedowym odcinając go od pozostałych trzech sekcji okrętu. Pozostałych 34 ludzi ewakuowało się do dwóch niezalanych przedziałów - sekcji akumulatorów oraz centrali okrętu, a następnie wszyscy przeszli do maszynowni okrętu. Załoga jednostki nie miała jednak możliwości samodzielnego podniesienia okrętu, zaś temperatura w jego wnętrzu spadła do wartości bliskiej zeru stopni Celsjusza. Warunki pogodowe na powierzchni morza utrudniały podjęcie akcji ratunkowej, zaś załodze zgromadzonej w maszynowni wkrótce zabrakło niezbędnego do życia powietrza. Nurkowie którzy zeszli pod wodę zdołali wprawdzie nawiązać kontakt z osobami zgromadzonymi w przedziale torpedowym, jednakże z powodu warunków pogodowych oraz innych problemów, nie było możliwe podniesienie okrętu aż do marca. W efekcie, 40 mężczyzn w okręcie poniosło śmierć. Katastrofa spowodowała jednak podjęcie wysiłków które zaowocowały wieloma innowacjami służącymi prowadzeniu akcji ratunkowych oraz ewakuacji członków załóg zatopionych okrętów podwodnych.